# Wereldkampioenschappen baanwielrennen 2018
De wereldkampioenschappen baanwielrennen 2018 werden van woensdag 28 februari tot en met zondag 4 maart 2018 gehouden in Omnisport in de Nederlandse stad Apeldoorn. Er stonden twintig onderdelen op het programma, tien voor mannen en tien voor vrouwen.

## Nederlandse deelnemers

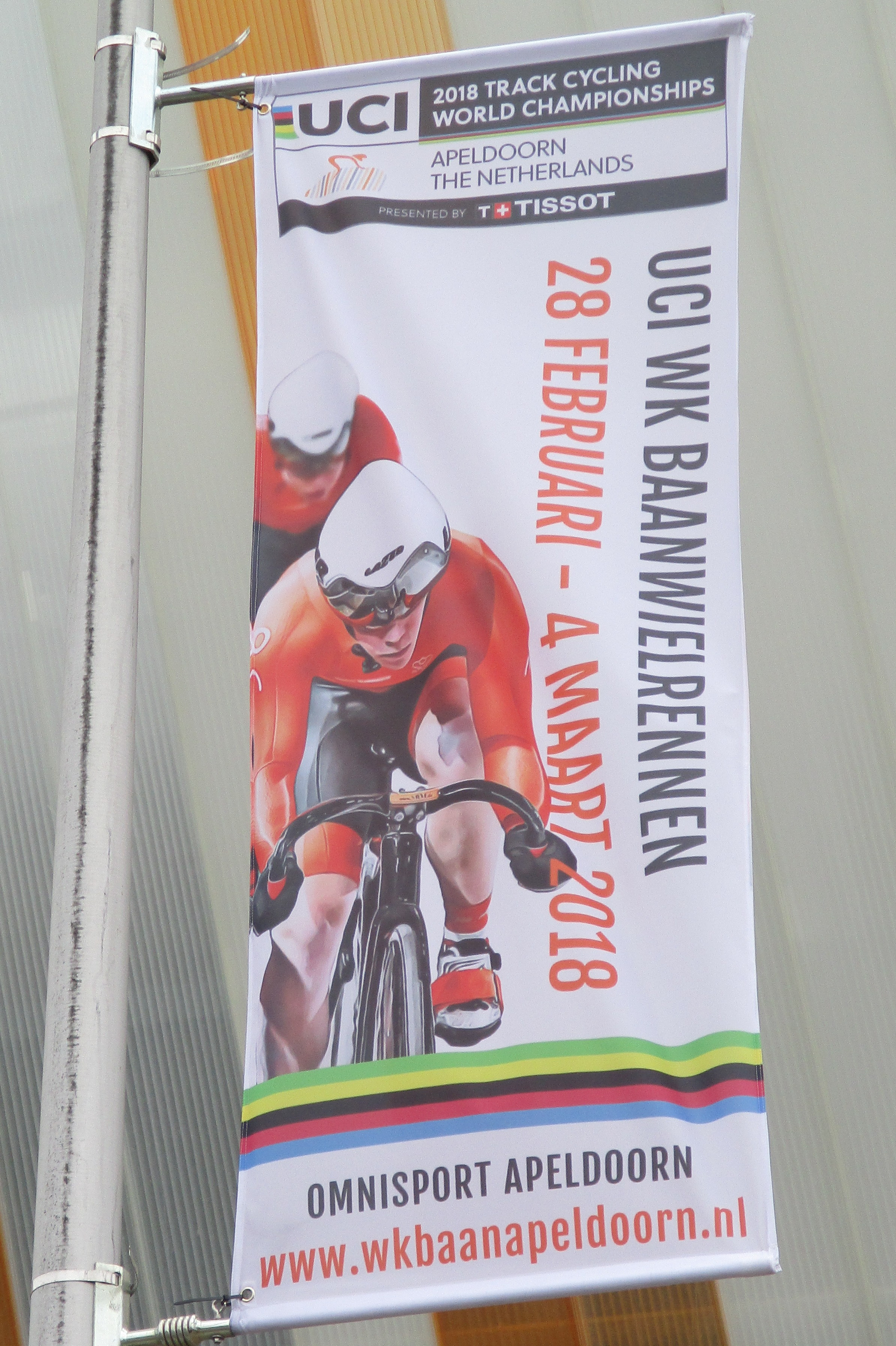
Banner van de WK.

Wereldkampioene tijdrijden op de weg Annemiek van Vleuten maakte in november 2017 bekend deel te zullen nemen op het onderdeel individuele achtervolging. Olympisch kampioene op de keirin Elis Ligtlee maakte na een jaar van afwezigheid door blessures haar comeback tijdens de aanloop naar de WK in Apeldoorn. Ze wist zich weliswaar niet te kwalificeren voor het onderdeel keirin, maar ze werd geselecteerd voor de 500m tijdrit. Vijfvoudig wereldkampioen Theo Bos nam deel aan de 1 km tijdrit.
Alle Nederlandse deelnemers:
- Sprintonderdelen mannen: Roy van den Berg, Nils van 't Hoenderdaal, Harrie Lavreysen, Jeffrey Hoogland, Matthijs Büchli en Theo Bos.
- Sprintonderdelen vrouwen: Kyra Lamberink, Laurine van Riessen, Hetty van de Wouw, Shanne Braspennincx en Elis Ligtlee.
- Duuronderdelen mannen: Wim Stroetinga, Roy Pieters, Jan-Willem van Schip en Dion Beukeboom.
- Duuronderdelen vrouwen: Kirsten Wild, Amy Pieters en Annemiek van Vleuten.

## Wedstrijdschema
|  | Wedstrijden | F | Finales |

| Datum →              | 28 feb | 28 feb | 1 mrt | 1 mrt | 2 mrt | 2 mrt | 3 mrt | 3 mrt | 4 mrt | 4 mrt |
| Onderdeel ↓          | M      | A      | M     | A     | M     | A     | M     | A     | M     | A     |
| -------------------- | ------ | ------ | ----- | ----- | ----- | ----- | ----- | ----- | ----- | ----- |
| 1 km tijdrit         |        |        |       |       |       |       |       |       | Q     | F     |
| Ind. achtervolging   |        |        |       |       | Q     | F     |       |       |       |       |
| Keirin               |        |        |       |       |       |       |       |       |       |       |
| Omnium               |        |        |       |       |       |       |       |       |       |       |
| Puntenkoers          |        |        |       |       |       | F     |       |       |       |       |
| Scratch              |        |        |       | F     |       |       |       |       |       |       |
| Sprint               |        |        |       |       |       |       |       |       |       |       |
| Ploegenachtervolging | Q      | R1     |       | F     |       |       |       |       |       |       |
| Teamsprint           |        | F      |       |       |       |       |       |       |       |       |
| Koppelkoers          |        |        |       |       |       |       |       |       |       | F     |

| Datum →              | 28 feb | 28 feb | 1 mrt | 1 mrt | 2 mrt | 2 mrt | 3 mrt | 3 mrt | 4 mrt | 4 mrt |
| Onderdeel ↓          | M      | A      | M     | A     | M     | A     | M     | A     | M     | A     |
| -------------------- | ------ | ------ | ----- | ----- | ----- | ----- | ----- | ----- | ----- | ----- |
| 500m tijdrit         |        |        |       |       |       |       | Q     | F     |       |       |
| Ind. achtervolging   |        |        |       |       |       |       | Q     | F     |       |       |
| Keirin               |        |        |       |       |       |       |       |       |       |       |
| Omnium               |        |        |       |       |       |       |       |       |       |       |
| Puntenkoers          |        |        |       |       |       |       |       |       |       | F     |
| Scratch              |        | F      |       |       |       |       |       |       |       |       |
| Sprint               |        |        |       |       |       |       |       |       |       |       |
| Ploegenachtervolging | Q      |        |       | F     |       |       |       |       |       |       |
| Teamsprint           |        | F      |       |       |       |       |       |       |       |       |
| Koppelkoers          |        |        |       |       |       |       |       | F     |       |       |

## Medailles

### Mannen
| Onderdeel            | Goud | Goud                                                                      | Zilver | Zilver                                                           | Brons | Brons                                                               |
| -------------------- | ---- | ------------------------------------------------------------------------- | ------ | ---------------------------------------------------------------- | ----- | ------------------------------------------------------------------- |
| Sprint               | AUS  | Matthew Glaetzer                                                          | GBR    | Jack Carlin                                                      | FRA   | Sebastien Vigier                                                    |
| 1 km tijdrit         | NED  | Jeffrey Hoogland                                                          | AUS    | Matthew Glaetzer                                                 | NED   | Theo Bos                                                            |
| Achtervolging        | ITA  | Filippo Ganna                                                             | POR    | Ivo Oliveira                                                     | RUS   | Aleksandr Jevtoesjenko                                              |
| Ploegenachtervolging | GBR  | Edward Clancy Kian Emadi Ethan Hayter Charlie Tanfield                    | DEN    | Niklas Larsen Julius Johansen Frederik Madsen Casper von Folsach | ITA   | Simone Consonni Liam Bertazzo Filippo Ganna Francesco Lamon         |
| Teamsprint           | NED  | Nils van 't Hoenderdaal Harrie Lavreysen Jeffrey Hoogland Matthijs Büchli | GBR    | Jack Carlin Ryan Owens Jason Kenny Philip Hindes Joseph Truman   | FRA   | François Pervis Sébastien Vigier Quentin Lafargue Michael D'Almeida |
| Keirin               | COL  | Fabián Puerta                                                             | JPN    | Tomoyuki Kawabata                                                | GER   | Maximilian Levy                                                     |
| Scratch              | BLR  | Jawhen Karaljok                                                           | ITA    | Michele Scartezzini                                              | AUS   | Callum Scotson                                                      |
| Puntenkoers          | AUS  | Cameron Meyer                                                             | NED    | Jan-Willem van Schip                                             | GBR   | Mark Stewart                                                        |
| Koppelkoers          | GER  | Roger Kluge Theo Reinhardt                                                | ESP    | Albert Torres Sebastián Mora                                     | AUS   | Callum Scotson Cameron Meyer                                        |
| Omnium               | POL  | Szymon Sajnok                                                             | NED    | Jan-Willem van Schip                                             | ITA   | Simone Consonni                                                     |

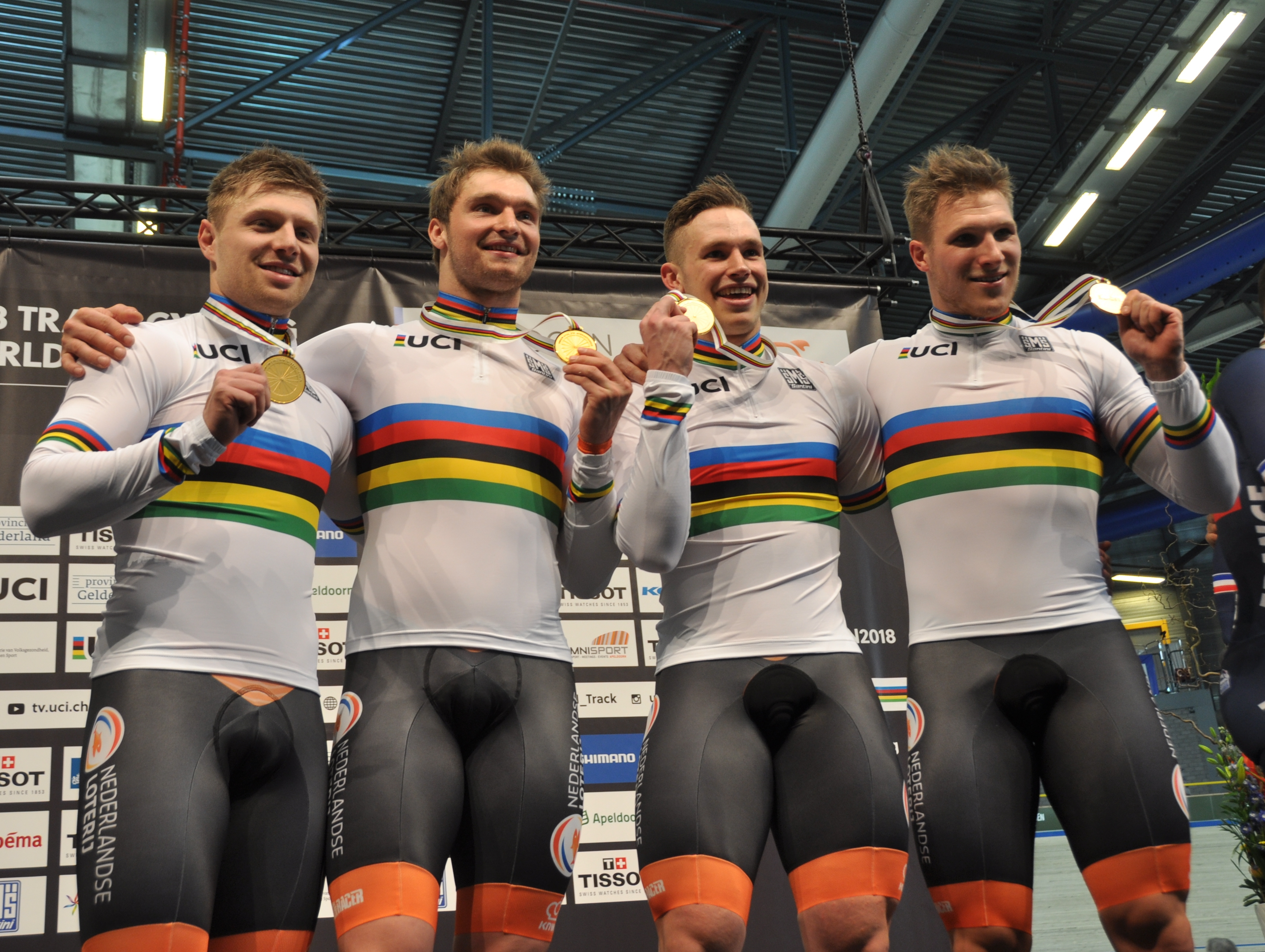
Goud voor de mannen teamsprint.

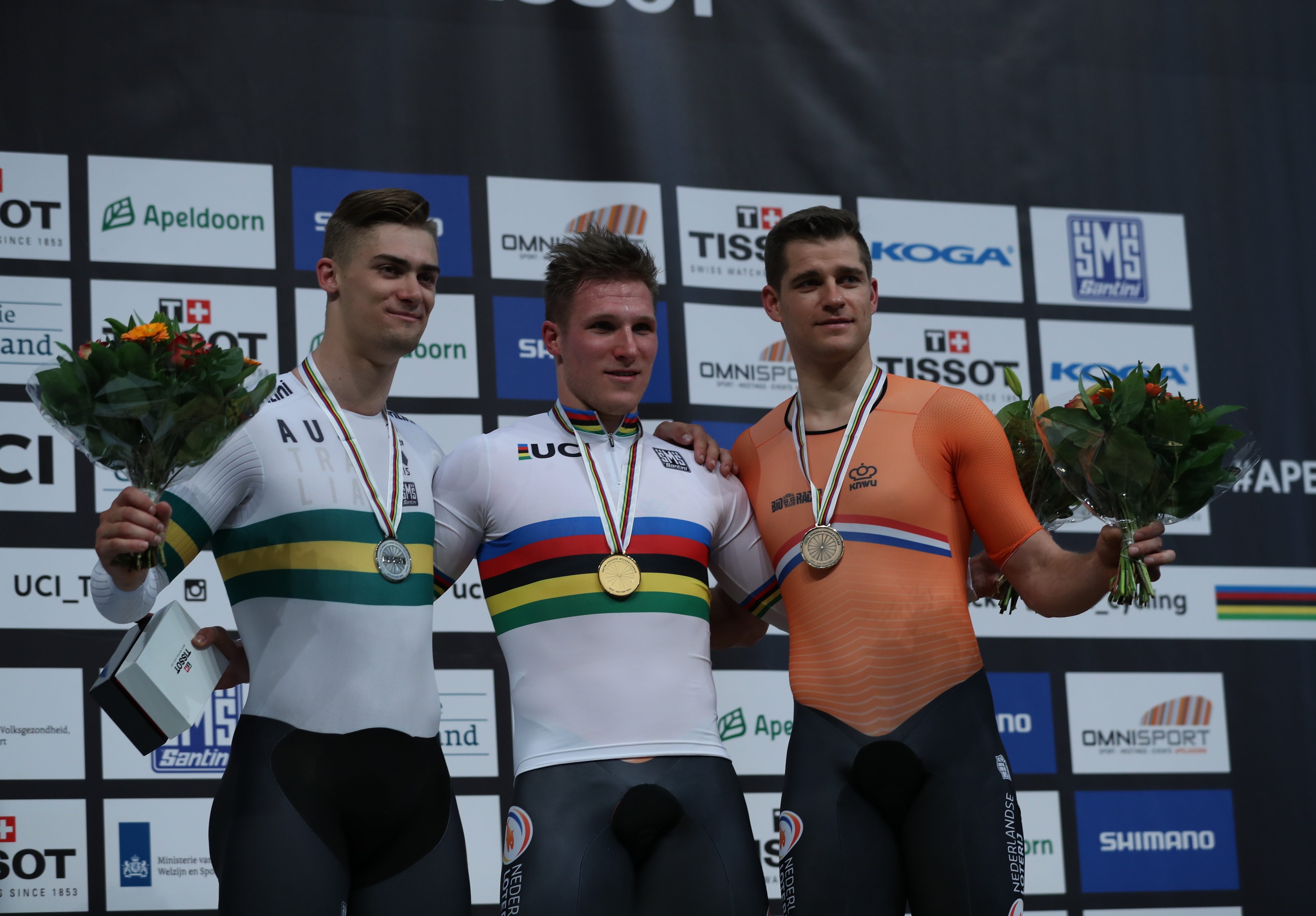
Jeffrey Hoogland won de 1km tijdrit.

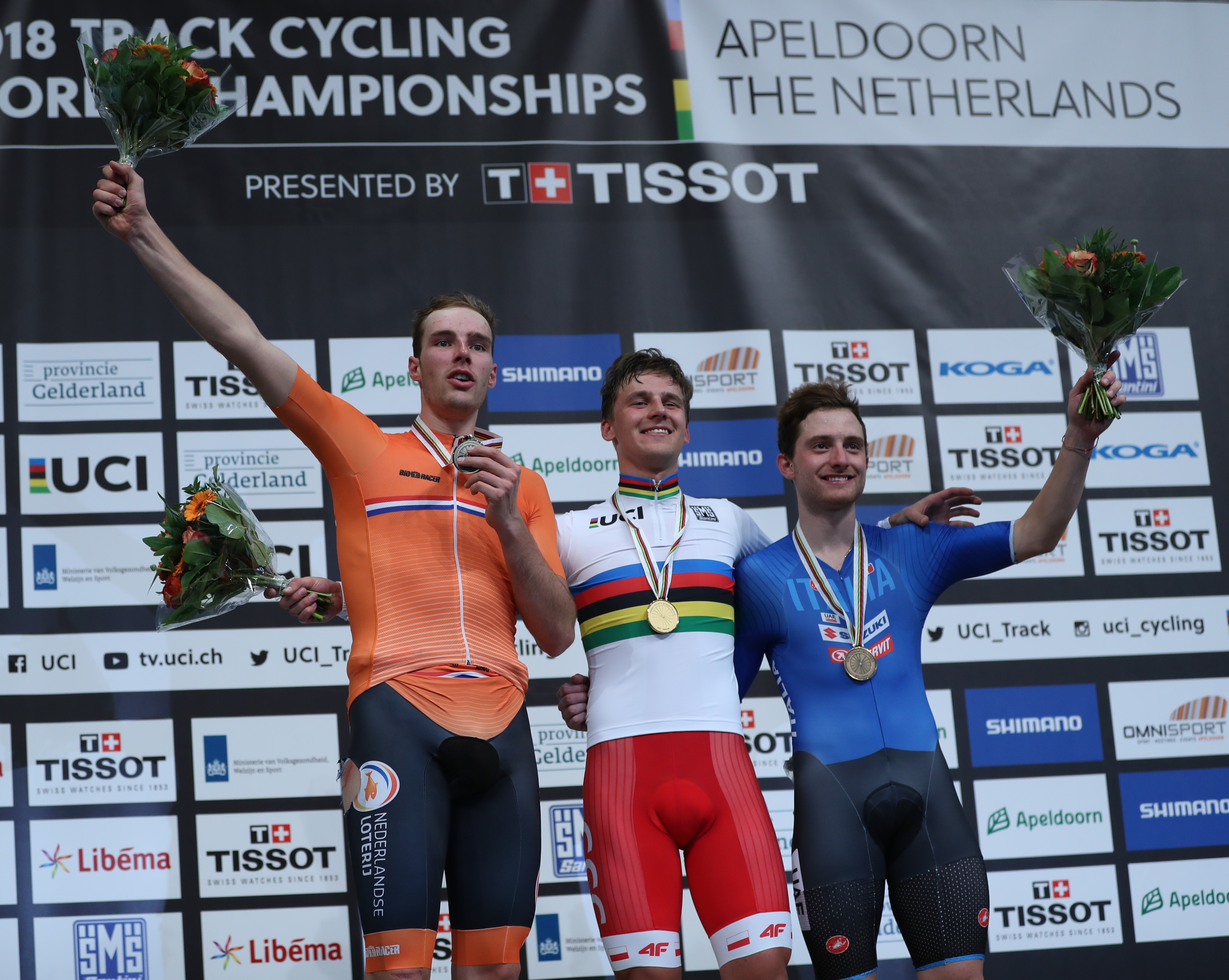
Jan-Willem van Schip won twee keer zilver.

- Renners van wie de namen schuingedrukt staan kwamen in actie tijdens minimaal één ronde maar niet tijdens de finale.

### Vrouwen

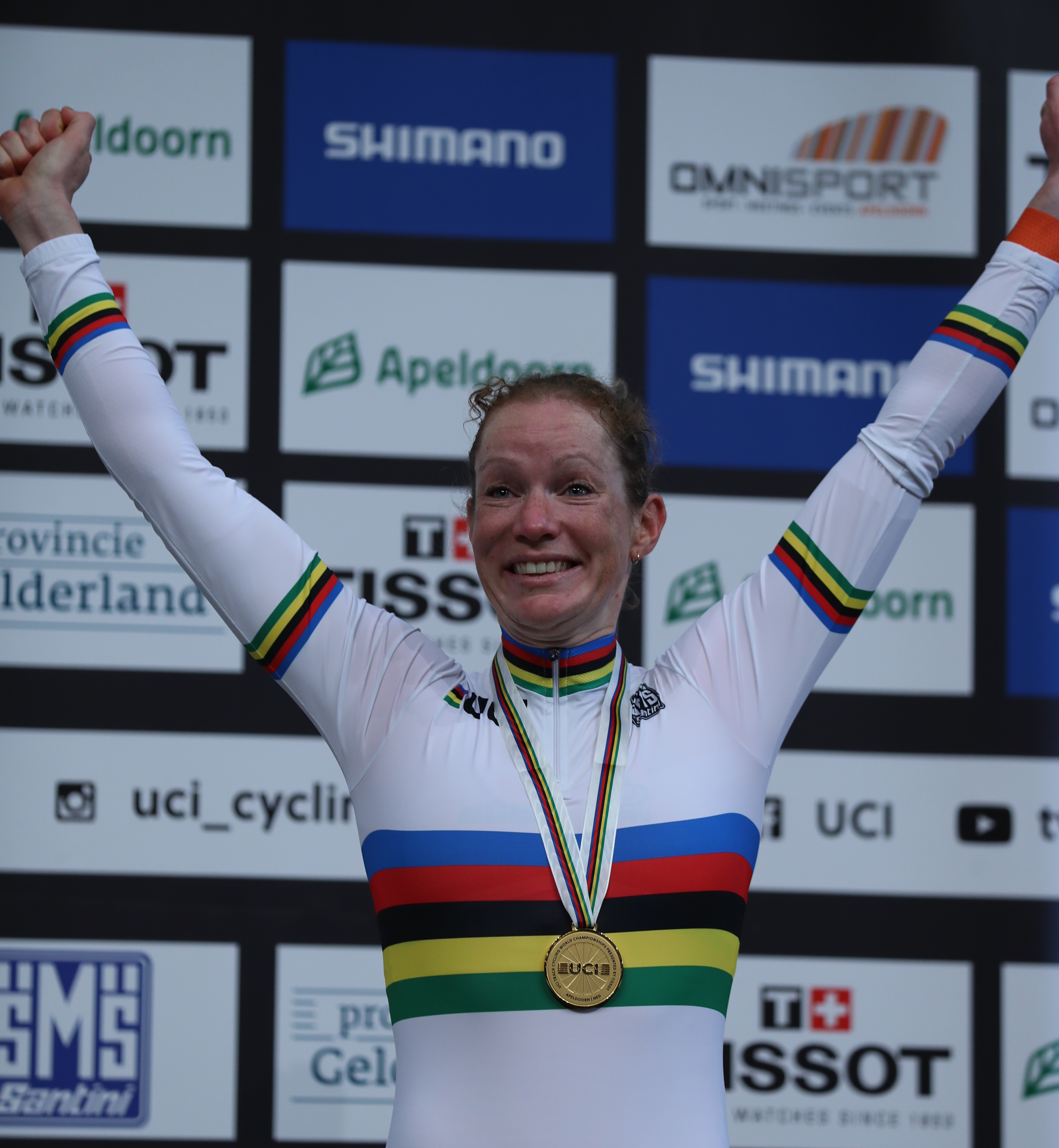
Kirsten Wild won drie keer goud.

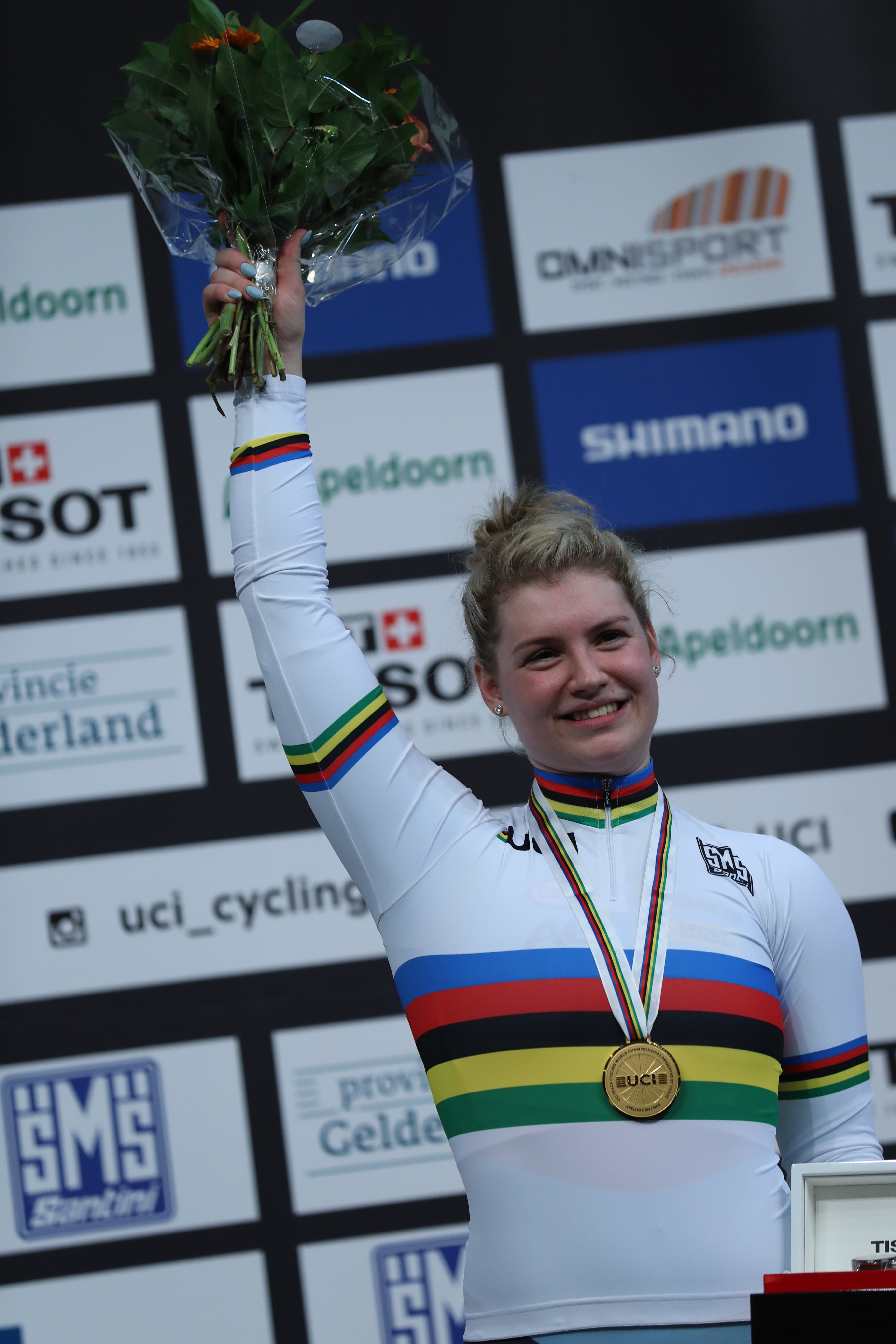
Nicky Degrendele won de keirin.

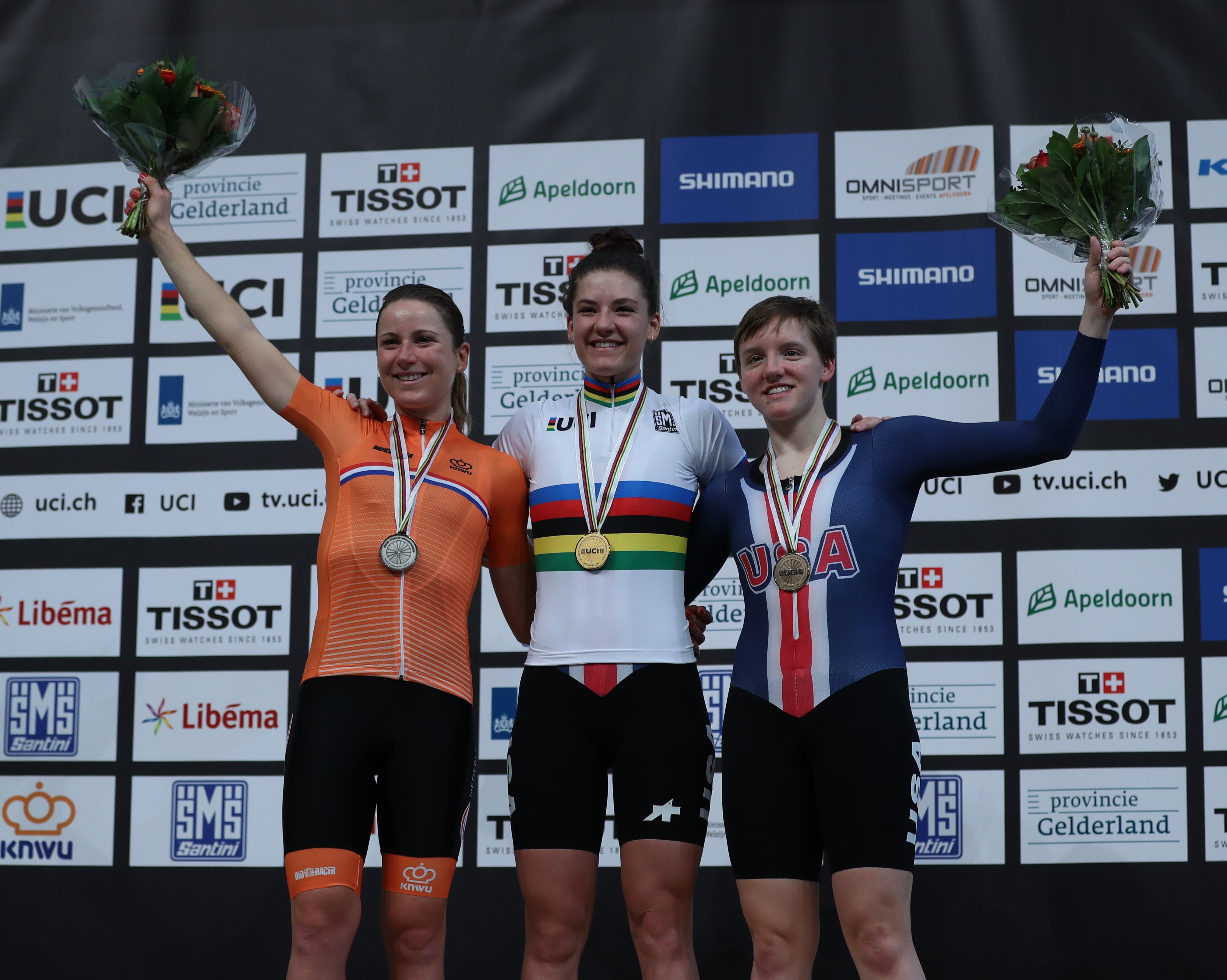
Annemiek van Vleuten won zilver in de achtervolging, achter Chloé Dygert die het wereldrecord verbrak.

| Onderdeel            | Goud | Goud                                                      | Zilver | Zilver                                                                   | Brons | Brons                                                                               |
| -------------------- | ---- | --------------------------------------------------------- | ------ | ------------------------------------------------------------------------ | ----- | ----------------------------------------------------------------------------------- |
| Sprint               | GER  | Kristina Vogel                                            | AUS    | Stephanie Morton                                                         | GER   | Pauline Grabosch                                                                    |
| 500m tijdrit         | GER  | Miriam Welte                                              | RUS    | Darja Sjmeleva                                                           | NED   | Elis Ligtlee                                                                        |
| Achtervolging        | USA  | Chloé Dygert                                              | NED    | Annemiek van Vleuten                                                     | USA   | Kelly Catlin                                                                        |
| Ploegenachtervolging | USA  | Chloé Dygert Kimberly Geist Jennifer Valente Kelly Catlin | GBR    | Katie Archibald Laura Kenny Elinor Barker Emily Nelson Eleanor Dickinson | ITA   | Tatiana Guderzo Silvia Valsecchi Elisa Balsamo Letizia Paternoster Simona Frapporti |
| Teamsprint           | GER  | Miriam Welte Kristina Vogel Pauline Grabosch              | NED    | Kyra Lamberink Shanne Braspennincx Laurine van Riessen Hetty van de Wouw | RUS   | Darja Sjmeleva Anastasia Vojnova                                                    |
| Keirin               | BEL  | Nicky Degrendele                                          | HKG    | Lee Wai Sze                                                              | LTU   | Simona Krupeckaitė                                                                  |
| Scratch              | NED  | Kirsten Wild                                              | BEL    | Jolien D'Hoore                                                           | DEN   | Amalie Dideriksen                                                                   |
| Puntenkoers          | NED  | Kirsten Wild                                              | USA    | Jennifer Valente                                                         | CAN   | Jasmin Duehring                                                                     |
| Koppelkoers          | GBR  | Katie Archibald Emily Nelson                              | NED    | Kirsten Wild Amy Pieters                                                 | ITA   | Maria Giulia Confalonieri Letizia Paternoster                                       |
| Omnium               | NED  | Kirsten Wild                                              | DEN    | Amalie Dideriksen                                                        | NZL   | Rushlee Buchanan                                                                    |

### Medaillespiegel
| Plaats | Land                | Goud | Zilver | Brons | Totaal |
| 1      | Nederland           | 5    | 5      | 2     | 12     |
| 2      | Duitsland           | 4    | 0      | 2     | 6      |
| 3      | Verenigd Koninkrijk | 2    | 3      | 1     | 6      |
| 4      | Australië           | 2    | 2      | 2     | 6      |
| 5      | Verenigde Staten    | 2    | 1      | 1     | 4      |
| 6      | Italië              | 1    | 1      | 4     | 6      |
| 7      | België              | 1    | 1      | 0     | 2      |
| 8      | Colombia            | 1    | 0      | 0     | 1      |
| 8      | Polen               | 1    | 0      | 0     | 1      |
| 8      | Wit-Rusland         | 1    | 0      | 0     | 1      |
| 11     | Denemarken          | 0    | 2      | 1     | 3      |
| 12     | Rusland             | 0    | 1      | 2     | 3      |
| 13     | Hongkong            | 0    | 1      | 0     | 1      |
| 13     | Japan               | 0    | 1      | 0     | 1      |
| 13     | Portugal            | 0    | 1      | 0     | 1      |
| 13     | Spanje              | 0    | 1      | 0     | 1      |
| 17     | Frankrijk           | 0    | 0      | 2     | 2      |
| 18     | Canada              | 0    | 0      | 1     | 1      |
| 18     | Litouwen            | 0    | 0      | 1     | 1      |
| 18     | Nieuw-Zeeland       | 0    | 0      | 1     | 1      |
| Totaal | Totaal              | 20   | 20     | 20    | 60     |

## Organisatie
De organisatie ontving een subsidie van € 250.000 van het Ministerie van VWS, in het kader van de subsidieregeling van topsportevenementen.